# Lyt - hvis du tør
Lyt - hvis du tør er en række gyserhistorier fra midten af 1980'erne, udgivet af Mix Music. Den oprindelige udgivelse var på kassettebånd og indeholdt ti historier. I 2003 udkom en dobbelt-CD hvor fem af historierne var med.
Historierne er indtalt af skuespilleren Poul Glargaard. Musik og lydeffekterne skabt af komponisten James Price.

## Indhold

### Kassettebåndsudgave[3]
1. "Dr. Jekyll & Mr. Hyde"
2. "Det Mystiske Spejl"
3. "Vokskabinettet" og "Offerkniven"
4. "Gravkammerets Hemmelighed"
5. "Frankenstein"
6. "Varulven"
7. "Dracula"
8. "Mænd Af Sten" og "Vampyrjagten"

### CD-udgave
1. "Dr. Jekyll & Mr. Hyde"
2. "Vokskabinettet"
3. "Offerkniven"
4. "Frankenstein"
5. "Varulven"